# Benigembla
Benigembla è un comune spagnolo situato nella comunità autonoma Valenciana.

## Storia
Nel 1615 la città aveva una popolazione di soli 99 abitanti, e ha raggiunto il suo picco nel 1860 con quasi 900 abitanti. Dal 1900 al 1960 perse il 34% della sua popolazione, poiché la maggior parte degli abitanti emigrarono negli Stati Uniti d'America, Francia, Germania.
Oggi il paese conta circa 600 abitanti, secondo l'ultimo censimento comunale del 2009. Circa il 45 per cento della popolazione è straniera, per lo più inglesi che hanno iniziato a giungere negli anni ottanta e nel 2009 già rappresentavano il 36% della popolazione. Il quartiere di Park Vernissa parla in gran parte la lingua inglese, poiché la maggior parte delle persone che si insediarono nel complesso residenziale sono britannici.
Il territorio è molto pianeggiante, circondato dalle montagne e la lingua più parlata dagli abitanti locali è la lingua catalana.